# دیلان پاورز
دیلان پاورز (انگلیسی: Dillon Powers؛ زادهٔ ۱۴ فوریهٔ ۱۹۹۱) یک بازیکن فوتبال است.